# 한텍 마켓
한텍 마켓(Hantec Markets Limited)은 2009년에 설립된 글로벌 금융 서비스 기업으로, 다국적 기업인 한텍 그룹 (Hantec Group)소속의 그룹사이다. 이 회사는 외환, 원자재, 금속, 암호화폐 등 다양한 자산군에 걸친 차액결제거래 (CFD) 상품을 포함한 다양한 상품군 거래를 지원한다.

## 연혁
한텍 마켓(Hantec Markets)은 2009년 바시르 누르모하메드(Bashir Nurmohamed)와 텅 유랍(Tang Yu Lap)에 의해 설립되었으며, 이는 1990년 텅 유랍이 홍콩에서 창립한 한텍 그룹(Hantec Group)의 글로벌 확장 전략의 일환이었다. 한텍 브랜드는 수년에 걸쳐 여러 금융 라이선스를 확보하였다. 2002년에는 홍콩중국금은거래소(Hong Kong Chinese Gold and Silver Exchange Society)로부터 라이선스를 취득하였고, 2007년에는 일본 금융청(Financial Services Agency)으로부터 규제를 받기 시작하였다. 이어 2008년에는 호주 증권투자위원회(Australian Securities and Investments Commission, ASIC)로부터 금융 서비스 라이선스를 획득하였다.
한텍 마켓(Hantec Markets) 2009년 영국 금융행위감독청(Financial Conduct Authority, FCA)으로부터 라이선스를 취득하며, 규제된 금융 서비스를 영국 내에서 제공하는 것을 초기 주요 사업으로 삼았다. 이후 2015년부터 중남미, 아프리카, 아시아 지역을 중심으로 글로벌 확장을 본격화하였으며, 같은 해 1월 모리셔스에 법인을 설립하고 모리셔스 금융서비스위원회(Financial Services Commission of Mauritius)로부터 라이선스를 취득하였다. 한텍 마켓은 이러한 전략에 따라 아프리카 시장 진출을 위해 2017년 나이지리아, 아시아 시장 강화를 위해 2019년 태국, 중남미 시장 개척을 위해 2022년 칠레에 주요 지사를 각각 설립하였다.
2023년, 한텍마켓은 글로벌 외환 어워즈(Global Forex Awards)에서 "세계에서 가장 투명한 브로커(Most Transparent Broker Global)" 및 "아프리카에서 가장 신뢰받는 브로커(Most Trusted Broker Africa)"로 선정되는 등 다수의 업계 상을 수상하였다. 또한 같은 행사에서 "아시아 최고의 브로커(Best Broker Asia)", "중남미 최고의 거래 경험(Best Trading Experience LatAm)", "중남미에서 가장 신뢰받는 브로커(Most Reliable Broker LatAm)" 등의 상도 수상하였다. 이 외에도 UF 어워즈 APAC(UF Awards APAC)에서는 "아시아에서 가장 신뢰받는 브로커(Most Trusted Broker – Asia)"로, 포렉스 엑스포 두바이(Forex Expo Dubai)에서는 "글로벌 거래 자금 보안 최우수 제공사(Best Provider of Trader's Funds Security Global)"로 각각 선정되었다.

## 주요 활동
한텍마켓은 한텍 그룹(Hantec Group)의 자회사로 운영되며, 외환(Forex), 지수, 금속, 주식, 원자재, 암호화폐 등 다양한 자산에 대한 CFD(차액결제거래)를 데스크톱, 모바일, 웹 플랫폼을 통해 제공하고 있다. 이 회사는 최근 몇 년간 브랜드 인지도 제고를 위한 스포츠 후원을 활발히 진행해왔으며, 2022년에는 F1 하스 팀(Haas F1 Team)을, 2025년에는 아틀레티코 마드리드(Atlético de Madrid)와 브라질의 포르탈레자 EC(Fortaleza Esporte Clube)를 후원하였다. 2024년에는 주식이나 주가지수를 쌍으로 거래할 수 있는 CFD 페어 트레이딩 상품을 선보였고, 2024년에는 주식 또는 지수를 쌍으로 거래할 수 있는 CFD 페어 트레이딩(CFD pairs trading) 기능을 도입하였으며, 2025년에는 실시간 인공지능(AI) 시장 분석 및 거래 신호 도구인 InsightPro를 출시하였다. 이 외에도, 한텍마켓은 전문 트레이더의 거래를 복제할 수 있는 카피 트레이딩 플랫폼 Hantec Social과 2023년에 출시된 모바일 전용 거래 애플리케이션 Hantec Mobile을 통해 사용자 편의성을 강화하고 있다.

## 운영 현황
한텍 브랜드는 영국, 호주, 일본, 홍콩, 모리셔스를 포함한 주요 규제 관할권에서 규제를 받고 있으며, 영국, 모리셔스, 태국, 나이지리아, 칠레 등에 지사를 두고 있다. 한텍마켓은 중남미, 아프리카, 아시아 전역에서 운영되며, 전 세계적으로 500명 이상의 직원을 고용하고 있다. 회사의 주요 경영진으로는 CEO 바시르 누르모하메드(Bashir Nurmohamed), COO 나데르 누르모하메드(Nader Nurmohamed)가 있으며, 글로벌 전략과 운영을 총괄하고 있다. 한텍마켓은 기업의 사회적 책임(CSR) 활동에도 참여하고 있으며, 2024년 브라질과 태국에서 발생한 홍수 피해 복구를 위해 적십자(Red Cross)를 지원하는 등의 자선활동을 전개하였다.